# Backe
Backe is een plaats in de gemeente Strömsund in het landschap Ångermanland en de provincie Jämtlands län in Zweden. De plaats heeft 625 inwoners (2005) en een oppervlakte van 126 hectare. De plaats ligt aan de rivier de Fjällsjöälven.

## Verkeer en vervoer
Bij de plaats lopen de Länsväg 331 en Länsväg 346.